# Lotus E22
De Lotus E22 is een Formule 1-auto, die in 2014 wordt gebruikt door het Formule 1-team van Lotus.

## Onthulling
De E22 kwam voor het eerst op de baan op 12 februari 2014 op het Circuito Permanente de Jerez, waarna Lotus een foto van de auto in actie online zette. De auto moest de eerste test van 28 tot 31 januari missen, maar in de tweede test van 19 tot 22 februari kwam de auto voor het eerst in actie. De auto wordt bestuurd door Romain Grosjean en nieuwkomer Pastor Maldonado.
Red Bull RB10 ·
Mercedes F1 W05 ·
Ferrari F14 T ·
Lotus E22 ·
McLaren MP4-29 ·
Force India VJM07 ·
Sauber C33 ·
Toro Rosso STR9 ·
Williams FW36 ·
Marussia MR03 ·
Caterham CT05